# Marion (CDP)
Pour les articles homonymes, voir Marion.
Marion est une census-designated place du comté de Wayne, dans l'État de New York, aux États-Unis,. En 2020, elle compte une population de 1 432 habitants.